# Coccygidium hospitator
Coccygidium hospitator är en stekelart som först beskrevs av Fabricius 1775.  Coccygidium hospitator ingår i släktet Coccygidium och familjen bracksteklar. Inga underarter finns listade i Catalogue of Life.